# Smittia alpilonga
Smittia alpilonga är en tvåvingeart som beskrevs av Rossaro och Lencioni 2000. Smittia alpilonga ingår i släktet Smittia och familjen fjädermyggor.
Artens utbredningsområde är Österrike. Inga underarter finns listade i Catalogue of Life.